# Lluís Frederic d'Aragó
Lluís Frederic d'Aragó fou el quart comte de Salona (1365-1382) i més tard comte de Citó (Zituni) i senyor d'Egina (1380-1382). Fou fill i successor a Salona de Jaume Frederic d'Aragó.
El 1375 fou nomenat vicari general dels ducats d'Atenes i Neopàtria i a la mort de Frederic III de Sicília va impedir l'anarquia i va oferir la sobirania al rei Pere III de Catalunya, que la va acceptar i va ratificar a Lluís com a vicari (1379).
Es va casar amb Helena Cantacuzena, de la qual va tenir una sola filla anomenada Maria Frederic d'Aragó.